# Schneckenberg (Rheinland-Pfalz)
Der Schneckenberg mit einer Höhe von 144,7 m ü. NHN ist ein Hügel, dessen Kuppe auf der Grenze zwischen der nördlichen Vorderpfalz und dem südlichen Rheinhessen (Rheinland-Pfalz) liegt.

## Geographie

### Lage
Der Schneckenberg erhebt sich östlich der Landesstraße 455, die dort die Ortsgemeinden Dirmstein (Pfalz) und Offstein (Rheinhessen) verbindet. Seine Kuppe wird in West-Ost-Richtung von der Grenze zwischen der Pfalz und Rheinhessen überquert, die zugleich auch die beiden Gemeindegemarkungen trennt.

### Morphologie
Der Schneckenberg ist Teil eines langgestreckten niedrigen Höhenrückens, der von Westen her in die Oberrheinische Tiefebene hineinragt und zur westlichen Bruchzone des Oberrheingrabens gehört. Die Hügelkette setzt sich nach Südwesten mit dem Wörschberg (165,4 m) fort und nach Südosten mit dem Stahlberg (134 m).

### Gewässer
Am Südhang des Schneckenbergs entlang fließt von West nach Ost der Floßbach, der am Dirmsteiner Ostrand von links in den Eckbach mündet. Über die Hügelkette verläuft die Wasserscheide zwischen den Einzugsgebieten des Eckbachs im Süden und des Eisbachs im Norden.

## Wirtschaft und Infrastruktur
Der Schneckenberg ist überwiegend mit Weinreben bestockt. An seinem südlichen Anstieg liegt inmitten der Weinberge die Alte Sandkaut, eine ehemalige Sandgrube. Nachdem sie in der zweiten Hälfte des 20. Jahrhunderts stillgelegt worden war und Biotop-Charakter gewonnen hatte, verpachtete die Ortsgemeinde Dirmstein das Grubengelände 1989 an einen privaten Betrieb, der dort Baustoffe wieder aufarbeitet.
Der Dirmsteiner Verein Alte Sandkaut e. V. wurde 1990 in der Absicht gegründet, die namengebende Sandgrube als Biotop zu bewahren und die Beeinträchtigungen durch die kommerzielle Nutzung möglichst gering zu halten.